# BODIES BODIES BODIES/ボディーズ・ボディーズ・ボディーズ
『BODIES BODIES BODIES/ボディーズ・ボディーズ・ボディーズ』（原題:Bodies Bodies Bodies）は、2022年のアメリカ合衆国のスラッシャー映画。監督はハリナ・ライン、主演はアマンドラ・ステンバーグが務めた。なお、本作は日本国内で劇場公開されなかったが、2023年3月8日にデジタル配信が行われている。

## ストーリー
庶民的な20代の女性、ビーは同性の恋人ソフィーに誘われて、人里離れた山奥の豪邸に遊びに来た。そこは、ソフィーの幼馴染であるデヴィッドの親の別荘で、デヴィッドの他に3人の女性とグレッグという男が先着していた。グレッグ以外は古い友人同士で、もう一人いたマックスはデヴィッドとトラブルを起こし、たった一台の車で出かけてしまったという。
ハリケーンが襲来する中、パーティーに興じる7人の若者。ソフィーが「ボディーズ・ボディーズ・ボディーズ」をしようと提案した。それは「死体だらけ」という意味の殺人ゲームで、クジに当たった1人が殺人鬼となり、残りの参加者は逃げながら誰が犯人か当てるという人狼ゲーム的なものであった。単なるお遊びのはずだったが、ゲームに没頭してお互いを疑ううちに、軋んだ人間関係が露わになり緊張が走る一同。
嵐で停電し、スマホも固定電話も使用不能になる中、デヴィッドが喉を切られて死んだ。怯えて屋敷から逃げようとする女性たち。だが、ソフィーの車はバッテリーが上がり、町は遠すぎて歩くことも不可能だった。
デヴィッドが死んだ時に別室にいたグレッグを疑い詰問する女性たち。疑われて怒り、ソフィーを襲おうとしたグレッグを、ビーは殴り殺してしまう。しかし、更に一人が階段から転落死して、まだ犯人は生きていると疑心暗鬼に陥る一同。誰も信じられない一人が屋敷にあった拳銃を持ち出し、それを止めようと揉み合って2人が死亡した。
翌朝、ビーに告白するソフィー。転落死した女性は、ソフィーが麻薬を譲ったために朦朧として足を滑らせたのだった。車で外出していたマックスが戻った時、死体だらけの中でデヴィッドのスマホを持っているビーとソフィー。そこには、事の発端であるデヴィッドの死が、本人の悪ふざけによる事故だった様子が映っていた。

## キャスト
※括弧内はNetflixで配信された日本語吹替版キャスト。
- ソフィー：アマンドラ・ステンバーグ（寿美菜子）
- ビー：マリア・バカローヴァ（白石晴香）
- デヴィッド：ピート・デイヴィッドソン（平野潤也）
- アリス：レイチェル・セノット（藤原夏海）
- ジョーダン：マイハラ・ヘロルド（近藤唯）
- グレッグ：リー・ペイス
- エマ：チェイス・スイ・ワンダース（北原沙弥香）
- マックス：コナー・オマリー

## 製作・音楽
2018年3月、A24はクリステン・ルーペニアンが執筆した本作のスペック・スクリプトの映画化権を購入した。2019年9月24日、クロエ・オクノが監督に起用され、脚本のリライト作業に当たるとの報道があったが、後に彼女は降板した。2021年4月6日、アマンドラ・ステンバーグ、マリア・バカローヴァ、ハリナ・ライン監督の起用が発表された。5月11日、ピート・デヴィッドソン、リー・ペイス、マイハラ・ヘロルド、レイチェル・セノット、チェイス・スイ・ワンダースがキャスト入りした。同月中旬、本作の主要撮影が始まった。
2022年3月11日、ディザスターピースが本作で使用される楽曲を手掛けると報じられた。8月10日、A24ミュージックが本作のサウンドトラックを発売した。

## 公開・マーケティング
2022年2月3日、本作の劇中写真が初めて公開された。3月14日、本作はサウス・バイ・サウスウエストでプレミア上映された。4月26日、本作のオフィシャル・トレイラーが公開された。7月12日、本作のオフィシャル・トレイラー第2弾が公開された。

## 興行収入
2022年8月5日、本作は全米6館で限定公開され、公開初週末に22万6653ドル（1館当たり3万7775ドル）を稼ぎ出し、週末興行収入ランキング初登場16位となった。12日、公開規模が1290館にまで拡大され、週末に312万ドルを稼ぎ出し、週末興行収入ランキング8位となった。

## 評価
本作は批評家から絶賛されている。映画批評集積サイトのRotten Tomatoesには234件のレビューがあり、批評家支持率は85%、平均点は10点満点で7.0点となっている。サイト側による批評家の見解の要約は「キャスト陣の演技は申し分なく、脚本も洗練されている。そのお陰で『BODIES BODIES BODIES/ボディーズ・ボディーズ・ボディーズ』は犯人捜しものとして並外れた出来映えに仕上がっている。」となっている。また、Metacriticには43件のレビューがあり、加重平均値は69/100となっている。
インディワイアーのロバート・ダニエルズは本作にB+評価を下し、「2回、3回、4回と繰り返し鑑賞する価値のある作品である。（中略）。Wi-Fiのない状況下で、リッチなガキどもが口から泡を吹き、血まみれの狂気へと堕ちていく姿は実に面白い。Z世代を主人公にした『BODIES BODIES BODIES/ボディーズ・ボディーズ・ボディーズ』は傑出したスラッシャー映画である。」となっている。